# Manrico Ronchiato
Manrico Ronchiato (né le 28 octobre 1960 à Jesolo en Vénétie) est un coureur cycliste italien des années 1980. Il termine lanterne rouge du Tour de France 1985.

## Palmarès
- 1979
  - Trofeo Comune di Capergnanica
- 1980
  - Gran Premio Somma
  - 2e du Trophée Raffaele Marcoli
- 1981
  - Milan-Busseto
- 1982
  - Coppa Città di Melzo
- 1983
  - Giro delle Valli Aretine
  - Coppa Giulio Burci
- 1984
  - 10e étape du Baby Giro
  - 2e du Giro del Belvedere
  - 2e de La Popolarissima

## Résultats sur les grands tours

### Tour de France
1 participation
- 1985 : 144e et lanterne rouge